# 三門鉄狼
三門 鉄狼（みかど てつろう、1983年 -）は、日本のライトノベル作家、漫画原作者。東京都在住。成人向け小説を執筆の際はみかど鉄狼名義となっている。以前は札幌市に住んでおり、著者紹介では「北海道の札幌に生息するサッカオオカミ」を名乗っていた。小説投稿サイト「小説家になろう」にも作品を公開しており、こちらは書籍に使わなかった内容を含んでいる。

## 略歴
『集団美少女戦士キューティ・パンツァー』で第1回メガミノベル大賞を、『ラグナ・クラウン』で第5回MF文庫Jライトノベル新人賞を、二作ほぼ同時期に受賞しデビュー。Twitterを愛用しており、小説以外の活動で『ラノベ作家社畜ちゃん』などがある。

## 作品リスト

### 三門鉄狼 名義

#### 小説
- 集団美少女戦士 キューティ・パンツァー（メガミ文庫、イラスト：ゆーげん）
  - 2009年11月初版 ISBN 978-4-05-903541-1
- ラグナ・クラウン（MF文庫J、イラスト：白田太）
- ツイてない!（MF文庫J、イラスト：みけおう）
  1. 悪魔のしもべはサキュバス男子 - 2010年8月初版 ISBN 978-4-8401-3492-7
  2. 悪魔幼女は男がキライ - 2010年11月初版 ISBN 978-4-8401-3590-0
  3. 悪魔姉妹と義妹のオモイ - 2011年2月初版 ISBN 978-4-8401-3816-1
- 執事なシツジと魔法契約（テスタメント）（MF文庫J、イラスト：鷹乃ゆき）
- 永劫回帰のリリィ・マテリア（MF文庫J、イラスト：パセリ）
  1. 2013年9月初版 ISBN 978-4-8401-5408-6
  2. 2013年12月初版 ISBN 978-4-04-066157-5
- 聖王剣と喪われた龍姫（ファミ通文庫、イラスト：萩原凛）
  1. 2014年1月初版 ISBN 978-4-04-729321-2
  2. 2014年5月初版 ISBN 978-4-04-729598-8
- いずも荘はいつも十月（オーバーラップ文庫、イラスト：アカバネ）
  - そのいちっ! - 2014年1月初版 ISBN 978-4-906866-61-8
  - そのにっ! - 2014年4月初版 ISBN 978-4-906866-74-8
- クズだけど異能バトルで覇権狙ってみた（MF文庫J、イラスト：ユメのオワリ）
  1. 2015年6月初版 ISBN 978-4-04-067693-7
- 東京アリスゴシック（講談社ラノベ文庫、イラスト：やすも）
  1. 2014年12月初版 ISBN 978-4-06-381436-1
  2. 2015年7月初版 ISBN 978-4-06-381480-4
- 獣娘小隊にやる気なし司令官が着任しました。（ファミ通文庫、イラスト：kona）
  1. 2015年8月初版 ISBN 978-4-04-730667-7
- 薔薇十字叢書 ヴァルプルギスの火祭（講談社ラノベ文庫、原作：京極夏彦、イラスト：るろお）
  1. 2015年11月初版 ISBN 978-4-06-381490-3
- ギャルこん！（講談社ラノベ文庫、イラスト：あにぃ）
  1. ギャルと新婚生活することになった。 2016年9月初版 ISBN 978-4-06-381555-9
  2. ギャルと合コンに参加することになった。 2017年2月初版 ISBN 978-4-06-381585-6
- 僕は彼女を攻略できない。 まちがいだらけの主人公ライフ（MF文庫J、イラスト：掃除朋具）
  1. 2016年11月初版 ISBN 978-4-04-068740-7
- 魔術王と聖剣姫の規格外英雄譚（GA文庫、イラスト：かわいまりあ）
  1. 2017年7月初版 ISBN 978-4-7973-9289-0
  2. 2017年11月初版 ISBN 978-4-7973-9408-5
- 女騎士これくしょん 〜ガチャで出た女騎士と同居することになった。〜（講談社ラノベ文庫、イラスト：はるのいぶき）
  1. 2017年9月初版 ISBN 978-4-06-381622-8
  2. 2018年3月初版 ISBN 978-4-06-381646-4
- 探偵女王とウロボロスの記憶 (講談社タイガ)
  1. 2018年2月初版 ISBN 978-4-06-294110-5
- じゅっさいのおよめさん（講談社ラノベ文庫、イラスト：ふーみ）
  1. 2018年10月初版 ISBN 978-4-06-513794-9
- 辺境貴族、未来の歴史書で成り上がる 〜イリスガルド興国記〜（GA文庫、イラスト：東山エイト）
  1. 2018年10月初版 ISBN 978-4-7973-9844-1
  2. 2019年2月初版 ISBN 978-4-8156-0107-2
- 入職したら歳下上司と幽霊相手のお仕事でした（ファミ通文庫、イラスト：なたーしゃ）
  1. 2018年10月初版 ISBN 978-4-04-735388-6
- 最果てのロスト・オルタナティヴ（講談社ラノベ文庫、イラスト：フルーツパンチ）
  1. 2019年8月初版 ISBN 978-4-06-517039-7
- 異世界サバイバル 〜クラスから追放されたけど、スキルの力で生き延びる〜（LINE文庫エッジ、イラスト：マニャ子）
  1. 2019年11月初版 ISBN 978-4-91-004007-3

  - 【改題】異世界サバイバル 〜スキルがヘボいとクラスから追い出されたけど、実は有能だったテイムスキルで生き延びる〜（ノベルバノベルズ、イラスト：nima）2020年11月、ノベルバ上の電子書籍のみ
- 和香様の座する世界 少女は神を騙り嘘を語る（ファミ通文庫、原作／監修：みなとカーニバル、イラスト：焦茶）
  1. 2019年11月初版 ISBN 978-4-04-735841-6
- クソザコヒロインあかりちゃんは見つけてほしい（GA文庫、イラスト：きのこむし）
  1. 2020年3月初版 ISBN 978-4-8156-0555-1
  2. 2020年7月初版 ASIN B089Q4ZQ22（※2巻は電子書籍のみ）
- え、みんな古代魔法使えないの!!??? 〜魔力ゼロと判定された没落貴族、最強魔法で学園生活を無双する〜（ファミ通文庫、イラスト：成瀬ちさと）（※「小説家になろう」より書籍化）
  1. 2020年10月初版 ISBN 978-4-04-736385-4

#### 漫画原作・脚本
- 現代の最強兵士、異世界ダンジョンを攻略する（HykeComic（連載）、KADOKAWA（単行本）、制作：クリエイティブハウスポケット、ネーム・作画：佐藤翔平）
  1. 2024年3月初版 ISBN 978-4-04-683415-7
  2. 2024年9月初版 ISBN 978-4-04-811358-8
- 3000年封印された魔王の帰還 〜最強の転生者は世界征服を目指す〜（HykeComic、共同原作・脚本：Straight Edge、制作・作画：SYNAPSE HEART）

### みかど鉄狼 名義
- 転生したらエルフの王宮をハーレムにデキました!（美少女文庫、イラスト：ゆらん）
  1. 2017年5月初版 ISBN 978-4-8296-6395-0
- 元勇者はロリエルフ村をハーレムにデキました!（美少女文庫、イラスト：米白粕）
  1. 2017年11月初版 ISBN 978-4-8296-6412-4
- 女騎士団ぱんつこれくしょん（美少女文庫、イラスト：MtU）
  1. 2018年3月初版 ISBN 978-4-8296-6424-7
- 召喚魔法でロリモン娘ハーレムがデキました!（美少女文庫、イラスト：Hisasi）
  1. 2018年9月初版 ISBN 978-4-8296-6442-1

- エルフ帝国軍ぱんつこれくしょん（美少女文庫、イラスト：MtU）
  1. 2018年11月初版 ISBN 978-4-8296-6449-0
- 生徒会長・可憐堂れいわがぱんつを見せてくる放課後（美少女文庫、イラスト：大嘘）
  1. 2019年6月初版 ISBN 978-4-8296-6470-4
- 吸血鬼妹の殲滅刃（ルインブレード）（フランス書院、イラスト：町村こもり）
  1. 2020年12月初版 ISBN 978-4-8296-2124-0
- タイツの黒髪同級生・阿津木ダイヤがそのおみ足でグイグイ迫ってくる（美少女文庫、イラスト：ぐらんで）
  1. 2021年6月初版 ISBN 978-4-8296-2144-8